# Hans Eduard Fierz

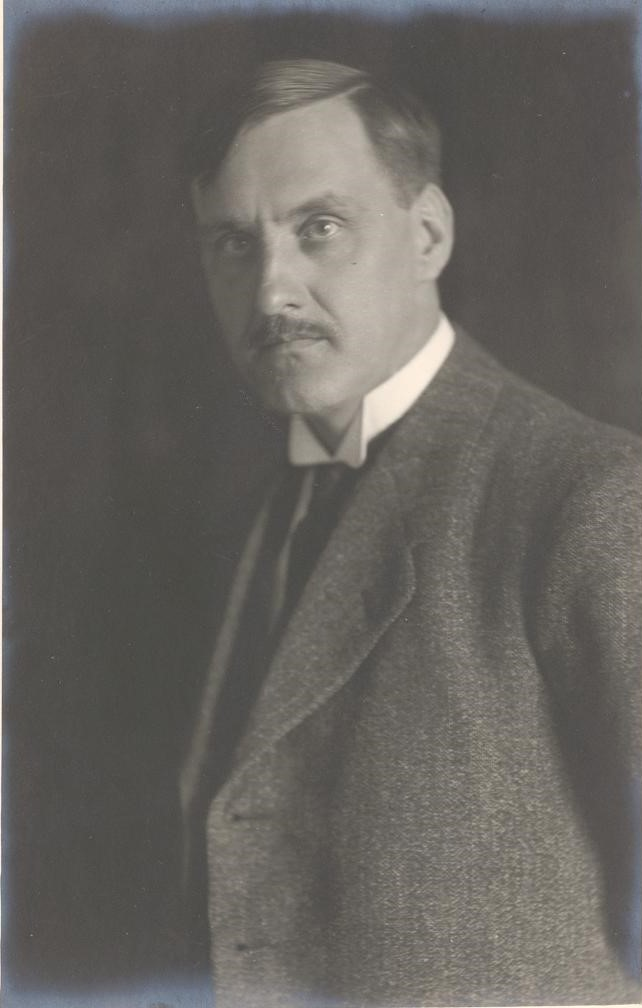
Hans Eduard Fierz (1924)

Hans Eduard Fierz (Allianzname Hans Eduard Fierz-David; * 5. Januar 1882 in Riesbach; † 25. August 1953 in Zürich) war ein Schweizer Chemiker.

## Leben und Wirken
Hans Eduard Fierz besuchte Schulen in Zürich und erwarb die Matura an der Industrieschule. Danach studierte er Chemie am Eidgenössischen Polytechnikum Zürich und erhielt 1904 das Diplom als technischer Chemiker. 1905 wurde er bei Alfred Werner mit der Arbeit Zur Kenntnis der isomeren Campherylharnstoffe und über [alpha]-Camphylharnstoff zum Dr. phil. promoviert. Er absolvierte eine Weiterbildung bei Martin Onslow Forster am Royal College of Science in London, arbeitete bei der Mond Nickel Co. in Südwales und in einer Brauerei in München. 1909 bis 1917 war er als Chemiker bei der J. R. Geigy AG in Basel tätig. 1917 wurde er an die ETH Zürich auf den Lehrstuhl für organisch-chemischen Technologie berufen. 1952 wurde er emeritiert. Von 1934 bis 1936 war er Präsident der Naturforschenden Gesellschaft in Zürich.
Hans Eduard Fierz befasste sich in seiner Forschungsarbeit vor allem mit der Farbenchemie, mit künstlichen organischen Farbstoffen und ihren Ausgangs- und Zwischenprodukten, mit der Textilchemie und in Zusammenarbeit mit Werner Jadassohn mit der Biochemie. Heinrich Zollinger und Edgar Heilbronner waren seine Schüler.
Hans Eduard Fierz war ab 1911 mit Linda David (1891–1955), der Tochter von Heinrich David, verheiratet und verwendete auch den Allianznamen Hans Eduard Fierz-David. Er war ein enger Freund von Carl Gustav Jung. Der Physiker Markus Fierz war einer seiner Söhne, dessen Zwillingsbruder Heinrich Karl Fierz war als Psychiater in der Binswanger-Klinik in Kreuzlingen tätig.

## Schriften
- Grundlegende Operationen der Farbenchemie. Schultheß, Zürich 1920. 2. Auflage: Springer, Berlin 1922. 3. Auflage 1924. Neuauflagen mit Louis Blangey: 4. Auflage: Springer, Wien 1938. 8. Auflage 1952.
Englisch: Fundamental Processes of dye chemistry. Aus dem Deutschen von Paul Wendell Vittum. Interscience Publishers, New York/London 1949.
Russisch: Основные процессы синтеза красителей. Иностранная литература, Moskau 1957.
- Reise durch einige Industriegebiete der Vereinigten Staaten von Nord-Amerika. September–November 1920. Zürich 1921.
- Sorgen der Eidgenössischen Technischen Hochschule. In: Neue Zürcher Zeitung. Nr. 1082, Juli 1925.
- Künstliche organische Farbstoffe. Springer, Berlin. Hauptband 1926, Ergänzungsband 1935.
- Die Kunstseide.  Unter Mitwirkung von H. Schuster, K. Risch. Beer & Cie, Zürich 1930.
- Bestrebungen und Erfolge der amerikanischen chemischen Industrie im letzten Jahrzehnt. Vortrag an der Eidgenössischen Technischen Hochschule in Zürich. Leemann, Zürich 1931.
- Die Entwicklungsgeschichte der Chemie. Birkhäuser, Basel 1945. 2. Auflage 1952.
Polnisch: Historia rozwoju chemii. Naukowe, Warschau 1958.
- mit Ernst Merian: Abriss der chemischen Technologie der Textilfasern. Birkhäuser, Basel 1948.